# Piotr Nguyễn Văn Hiếu
Piotr Nguyễn Văn Hiếu (wiet. Phêrô Nguyễn Văn Hiếu) (ur. ok. 1783 r. w Ðồng Chuối, prowincja Ninh Bình w Wietnamie – zm. 28 kwietnia 1840 r. w Ninh Bình w Wietnamie) – katechista, męczennik, święty Kościoła katolickiego.
Piotr Nguyễn Văn Hiếu urodził się ok. 1783 r. w Ðồng Chuối. Pełnił funkcję katechisty. W 1837 r. został aresztowany razem z księdzem Pawłem Phạm Khắc Khoan i innym katechistą Janem Chrzcicielem Đinh Văn Thanh. Pomimo trwających trzy lata tortur nie udało się skłonić Piotra Nguyễn Văn Hiếu do wyrzeczenia wiary. Zostali ścięci 28 kwietnia 1840 r.
Dzień wspomnienia obchodzone jest w Kościele katolickim w dzienną rocznicę śmierci, a w grupie 117 męczenników wietnamskich wspominany jest 24 listopada.
Beatyfikowany 27 maja 1900 r. przez Leona XIII. Kanonizowany przez Jana Pawła II 19 czerwca 1988 r. w grupie 117 męczenników wietnamskich.